# Jesenice (Croacia)
Jesenice es un asentamiento cerca de Dugi Rat, en el Condado de Split-Dalmacia de Croacia. En 2011 se calculaba una población de 2089 habitantes (censo 2011). El asentamiento está formado por los pueblos de Krilo, Orij y Suhi Potok.